# Copa Rostelecom 2011
La Copa Rostelecom de 2011, también conocida como Copa de Rusia fue una competición internacional de patinaje artístico sobre hielo, la sexta  Grand Prix de patinaje artístico sobre hielo de la temporada 2011-2012. Organizada por la federación rusa de patinaje sobre hielo, tuvo lugar en Moscú, entre el 24 y el 27 de noviembre de 2011. Se llevaron a cabo competiciones en las modalidades de patinaje individual masculino, femenino, patinaje en parejas y danza sobre hielo, y sirvió como clasificatorio para la Final del Grand Prix de 2011.

## Resultados

### Patinaje individual masculino
| Clasificación | Nombre             | País            | Total  | Programa corto | Programa corto | Programa libre | Programa libre |
| ------------- | ------------------ | --------------- | ------ | -------------- | -------------- | -------------- | -------------- |
| 1             | Yuzuru Hanyu       | Japón           | 241,66 | 2              | 82,78          | 2              | 158,88         |
| 2             | Javier Fernández   | España          | 241,63 | 4              | 78,50          | 1              | 163,13         |
| 3             | Jeremy Abbott      | Estados Unidos  | 229,08 | 1              | 83,54          | 5              | 145,54         |
| 4             | Michal Březina     | República Checa | 226,35 | 3              | 79,01          | 3              | 147,34         |
| 5             | Artur Gachinski    | Rusia           | 221,43 | 5              | 74,73          | 4              | 146,70         |
| 6             | Andrei Rogozine    | Canadá          | 197,85 | 7              | 65,11          | 7              | 132,74         |
| 7             | Serguéi Voronov    | Rusia           | 197,19 | 8              | 61,15          | 6              | 136,04         |
| 8             | Konstantin Menshov | Rusia           | 192,68 | 9              | 60,91          | 8              | 131,77         |
| 9             | Brandon Mroz       | Estados Unidos  | 185,49 | 6              | 69,35          | 9              | 116,14         |

### Patinaje individual femenino
| Clasificación | Nombre            | País           | Total  | Programa corto | Programa corto | Programa libre | Programa libre |
| ------------- | ----------------- | -------------- | ------ | -------------- | -------------- | -------------- | -------------- |
| 1             | Mao Asada         | Japón          | 183,25 | 1              | 64,29          | 1              | 118,96         |
| 2             | Aliona Leonova    | Rusia          | 180,45 | 2              | 63,91          | 2              | 116,54         |
| 3             | Adelina Sotnikova | Rusia          | 169,75 | 3              | 57,79          | 3              | 111,96         |
| 4             | Sofia Biryukova   | Rusia          | 166,07 | 4              | 56,30          | 4              | 109,77         |
| 5             | Kiira Korpi       | Finlandia      | 160,92 | 5              | 55,81          | 5              | 105,11         |
| 6             | Haruka Imai       | Japón          | 154,76 | 6              | 55,20          | 6              | 99,56          |
| 7             | Agnes Zawadzki    | Estados Unidos | 149,38 | 7              | 53,81          | 8              | 95,57          |
| 8             | Amélie Lacoste    | Canadá         | 148,48 | 9              | 50,63          | 7              | 97,85          |
| 9             | Rachael Flatt     | Estados Unidos | 147,63 | 8              | 53,36          | 9              | 94,27          |
| 10            | Christina Gao     | Estados Unidos | 117,77 | 10             | 39,64          | 10             | 78,13          |

### Patinaje en parejas
| Clasificación | Nombre                               | País           | Total  | Programa corto | Programa corto | Programa libre | Programa libre |
| ------------- | ------------------------------------ | -------------- | ------ | -------------- | -------------- | -------------- | -------------- |
| 1             | Aliona Savchenko / Robin Szolkowy    | Alemania       | 208,69 | 1              | 68,72          | 1              | 139,97         |
| 2             | Yuko Kavaguti / Aleksandr Smirnov    | Rusia          | 197,84 | 2              | 65,17          | 2              | 132,67         |
| 3             | Stefania Berton / Ondřej Hotárek     | Italia         | 168,02 | 3              | 60,13          | 3              | 107,89         |
| 4             | Ksenia Stolbova / Fiódor Klimov      | Rusia          | 149,66 | 4              | 51,73          | 5              | 97,93          |
| 5             | Katarina Gerboldt / Alexander Enbert | Rusia          | 148,94 | 7              | 47,40          | 4              | 101,54         |
| 6             | Ashley Cain / Joshua Reagan          | Estados Unidos | 138,02 | 5              | 49,03          | 6              | 88,99          |
| 7             | Brittany Jones / Kurtis Gaskell      | Canadá         | 136,54 | 6              | 47,76          | 7              | 88,78          |

### Danza sobre hielo
| Clasificación | Nombre                                   | País           | Total  | Danza corta | Danza corta | Danza libre | Danza libre |
| ------------- | ---------------------------------------- | -------------- | ------ | ----------- | ----------- | ----------- | ----------- |
| 1             | Meryl Davis / Charlie White              | Estados Unidos | 179,06 | 1           | 69,94       | 1           | 109,12      |
| 2             | Kaitlyn Weaver / Andrew Poje             | Canadá         | 161,18 | 2           | 64,45       | 2           | 96,73       |
| 3             | Yekaterina Bobrova / Dmitri Soloviov     | Rusia          | 156,83 | 3           | 61,69       | 3           | 95,14       |
| 4             | Yekaterina Riazanova / Iliá Tkachenko    | Rusia          | 132,73 | 4           | 55,83       | 5           | 76,90       |
| 5             | Isabella Tobias / Deividas Stagniūnas    | Lituania       | 130,47 | 5           | 52,36       | 4           | 78,11       |
| 6             | Pernelle Carron / Lloyd Jones            | Francia        | 126,04 | 7           | 50,52       | 6           | 75,52       |
| 7             | Yekaterina Pushkash / Jonathan Guerreiro | Rusia          | 124,53 | 6           | 52,05       | 7           | 72,48       |